# Hsing Yun
|  |
|  |

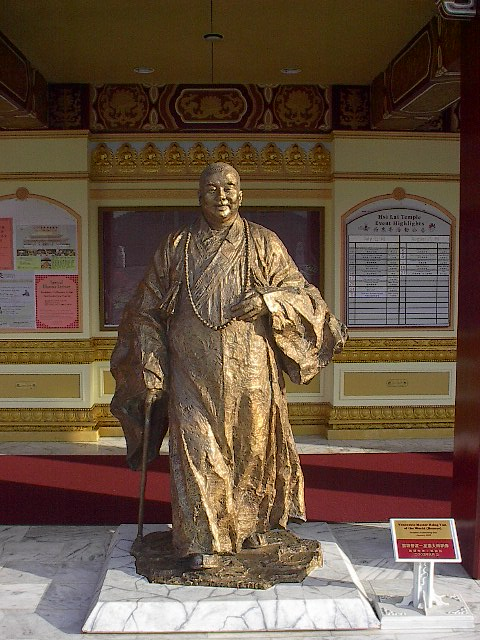
Standbeeld van Hsing Yun in de Hsi Lai Tempel

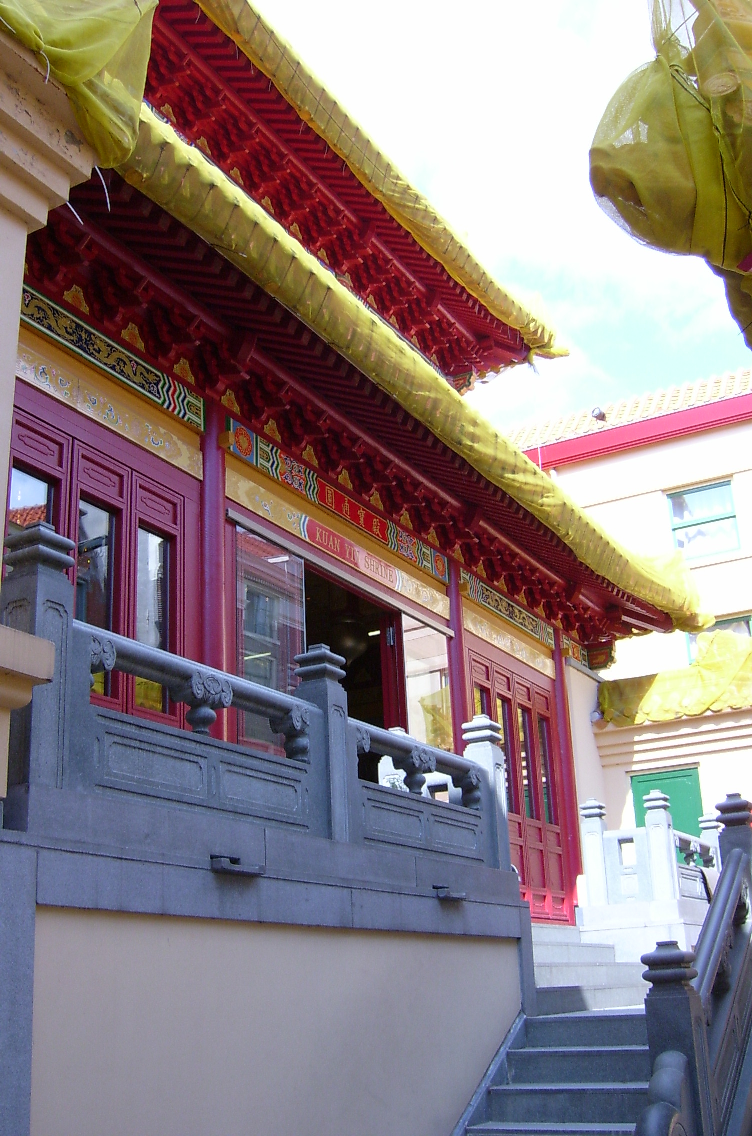
He Hua tempel op de Zeedijk

Meester Hsing Yun (Yangzhzou, 19 augustus 1927 – Kaohsiung, 5 februari 2023) was een belangrijk persoon in het Chinese mahayana boeddhisme. Hij is oprichter van de Fo Guang Shanschool, de grootste religieuze en humanitaire organisatie van Republiek China (Taiwan) en de 48e patriarch van de Rinzai Zen school. Hij staat bekend als de "wolk van compassie".

## Biografie
Meester Hsing Yun werd in 1927 in de provincie Jiangsu in Republiek China geboren. Zijn naam was Li Kuo-shen(李國深) en was de derde van vier kinderen van zijn ouders. Zijn vader verdween tijdens een zakenreis, toen hij nog jong was . Zijn moeder is toen naar zijn vader op zoek gegaan en Hsing Yun werd naar Nanking gestuurd. In het Chi-Hsia Shan-klooster werd gevraagd of hij monnik wilde worden en hij zei onmiddellijk "Ja". De abt werd gevraagd om goedkeuring en Hsing Yun werd hierna op zijn twaalfde monnik.
In 1941 werd hij ingewijd en begon zijn opleiding. In 1945 ging hij naar het Chiao-Shan college. In het woordenboek zag hij het woord "Hsing Yun" (Nebula) en vond het een prachtig woord. In 1949 was China in een burgeroorlog verwikkeld en Hsing Yun vluchtte naar Republiek China (Taiwan).
In Taiwan schreef hij het boek Zingen in stilte en werd schrijver en redacteur. In 1955 schreef hij een biografie over Gautama Boeddha. Tijdens zijn schrijverschap gebruikte hij het pseudoniem Hsing Yun. In 1957 richtte hij een boeddhistisch centrum op en in 1959 ondersteunde hij de Tibetanen in hun strijd tegen Volksrepubliek China.
Hij stichtte vele kloosters en humanitaire organisaties en zijn grote wens was een internationale organisatie op te zetten voor het verspreiden van het boeddhisme over alle continenten. In 1979 zag hij voor het eerst zijn moeder weer naar jaren gescheiden te zijn geweest. In 1992 werd zijn droom werkelijkheid en werd zijn internationale organisatie opgezet. In 1997 had hij een audiëntie met Paus Johannes Paulus II.
Op 15 september 2000 werd in Amsterdam op de Zeedijk de Fo Guang Shan-boeddhistische He Hua tempel geopend.
Hsing Yun kampte al enkele jaren met een kwakkelende gezondheid. Hij overleed op 95-jarige leeftijd.

## Kritiek
Hsing Yun wordt bekritiseerd, omdat hij vaak politiek en religie vermengd en regelmatig politieke uitspraken doet. Tevens heeft hij in 1996 in de Verenigde Staten $1000 gegeven aan Al Gore tijdens de presidentsverkiezingen, ondanks dat hij een belofte van armoede had afgelegd. Ook probeerde hij de kloosters te democratiseren, wat binnen de traditioneel autoritaire structuur niet gebruikelijk was.